# Sénarens
Sénarens település Franciaországban, Haute-Garonne megyében. Lakosainak száma 118 fő (2022. január 1.). Sénarens Goudex, Ambax, Casties-Labrande, Saint-Araille, Cazac és Montpezat községekkel határos.

## Népesség
A település népessége az elmúlt években az alábbi módon változott:
| Lakosok száma | 128  | 107  | 108  | 103  | 117  | 111  | 104  | 113  | 118  | 118  |
|               | 1968 | 1982 | 1990 | 2006 | 2013 | 2015 | 2017 | 2019 | 2020 | 2022 |